# 塔吉克斯坦社会党
塔吉克斯坦社会党（羅馬化：Sotsialisticheskaya partiya Tadzhikistana，羅馬化：Hizbi Sotsialistii Tojikiston）是塔吉克斯坦的一个民主社会主义政党。该党成立于1996年6月15日，并于同年8月6日注册。该党出版《团结报》。1999年，该党主席萨法拉利·肯贾耶夫在首都杜尚别遭遇暗杀，在他被谋杀之前，有人猜测他可能打算竞选总统。2004年初，该党发生分裂，两个派系都声称自己是正统的“塔吉克斯坦社会党”。其中一个派系由教育部官员阿卜杜哈利姆·加法罗夫和总统顾问库尔邦·沃西耶夫领导，另一个派系由米尔胡塞因·纳尔齐耶夫领导；最后，支持政府的加法罗夫派获得合法注册。